# Glencullen
Glencullen är en ort i republiken Irland.   Den ligger i provinsen Leinster, i den östra delen av landet, 13 km söder om huvudstaden Dublin. Glencullen ligger 261 meter över havet och antalet invånare är 268.
Terrängen runt Glencullen är huvudsakligen kuperad, men åt nordost är den platt.Runt Glencullen är det tätbefolkat, med 427 invånare per kvadratkilometer. Närmaste större samhälle är Dublin, 12,6 km norr om Glencullen. Trakten runt Glencullen består i huvudsak av gräsmarker.